# Río Pajrá
El río Pajrá (del ruso: Пахра) es un río del óblast de Moscú, en Rusia, afluente por la derecha del Moscova, en la cuenca hidrográfica del Volga.

## Geografía
El Pajrá mide 135 km y drena una cuenca hidrográfica de 2.580 km². Su caudal medio es de 9.95 m³/s a 36 km de la desembocadura.
El Pajrá nace a unos cincuenta kilómetros al sudoeste de Moscú y se dirige hacia el este para desembocar en el Moscova al sudeste de Moscú, cerca de Miachkovo (del ruso: Мячково). Se congela de noviembre-diciembre a finales de marzo-abril. 
Sus principales afluentes son los ríos Mocha y Desná.
Las ciudades de Podolsk y Gorki Léninskie están a orillas del Pajrá.